# Battleship (Antarktika)
Das Battleship (englisch für Schlachtschiff) ist ein 5 km langes Massiv im ostantarktischen Viktorialand. In der Royal Society Range ragt es zwischen dem Rotunda-Gletscher und dem Blankenship-Gletscher, zwei Nebengletschern des Ferrar-Gletschers, auf.
Das New Zealand Geographic Board benannte das Massiv 1994 deskriptiv, da es in seiner Form den Aufbauten und dem Vordeck eines Schlachtschiffs gleicht.